# Calyptranthes protracta
Calyptranthes protracta är en myrtenväxtart som beskrevs av Ignatz Urban. Calyptranthes protracta ingår i släktet Calyptranthes och familjen myrtenväxter. Inga underarter finns listade i Catalogue of Life.